# Ирбисту (вершина)
Ирбисту (алт. Ирбис-Туу) — горная вершина на Алтае, высшая точка Южно-Чуйского хребта. Высота 3967 метров. Административно вершина расположена в Кош-Агачском районе Республики Алтай РФ.

## Этимология
Ирбисту (алт. ирбис — барс, туу — камень, гора) — букв. барс-гора.

## Описание
Двуглавая вершина, высота южного пика на 25 метров выше северного. Оледенение преобладает на северных, более увлажненных склонах. С северо-западного склона спускается одноименный ледник из которого вытекает река Турой, правый приток реки Елангаш.

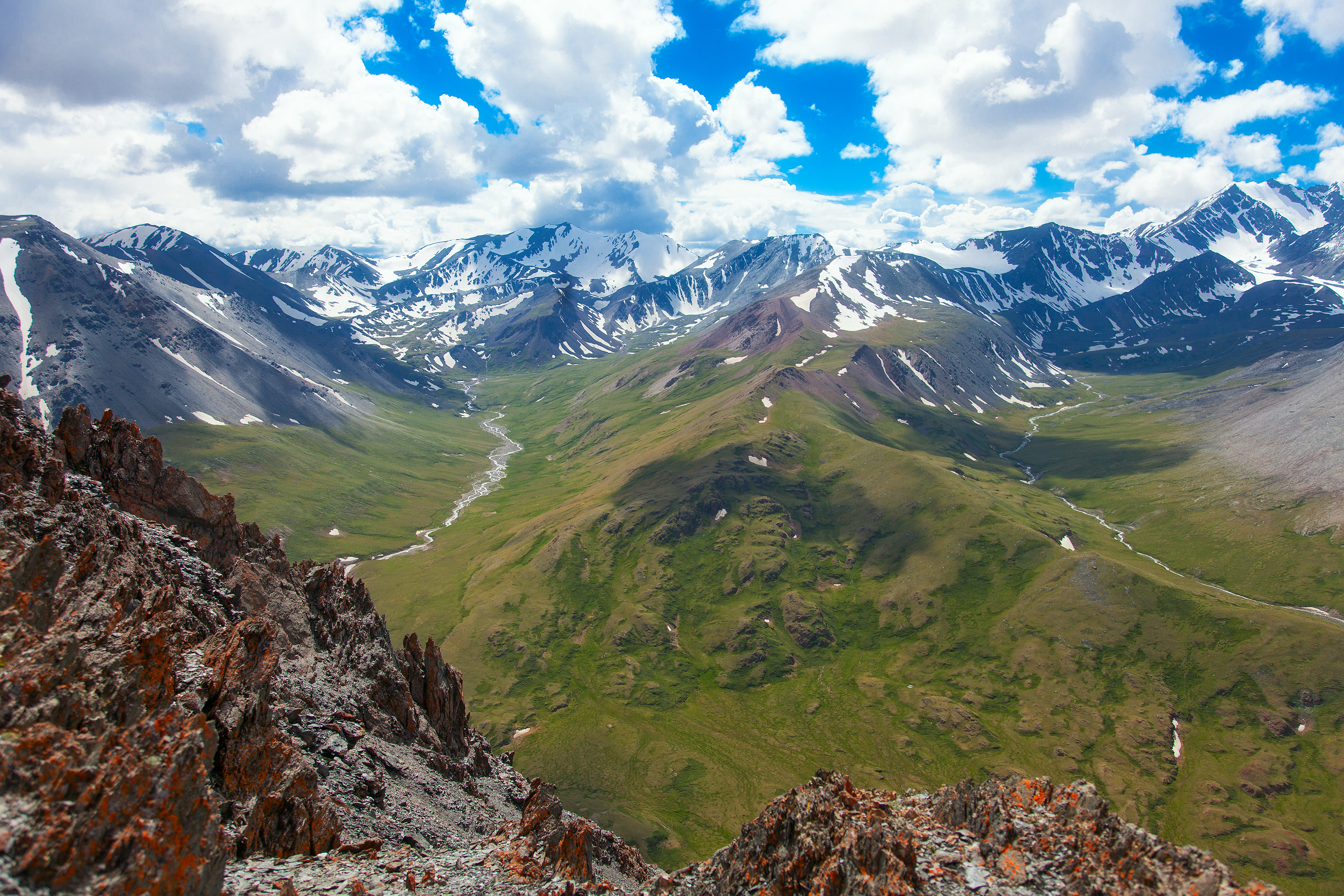
Вид на вершину Ирбисту (справа)